# 앵포르멜

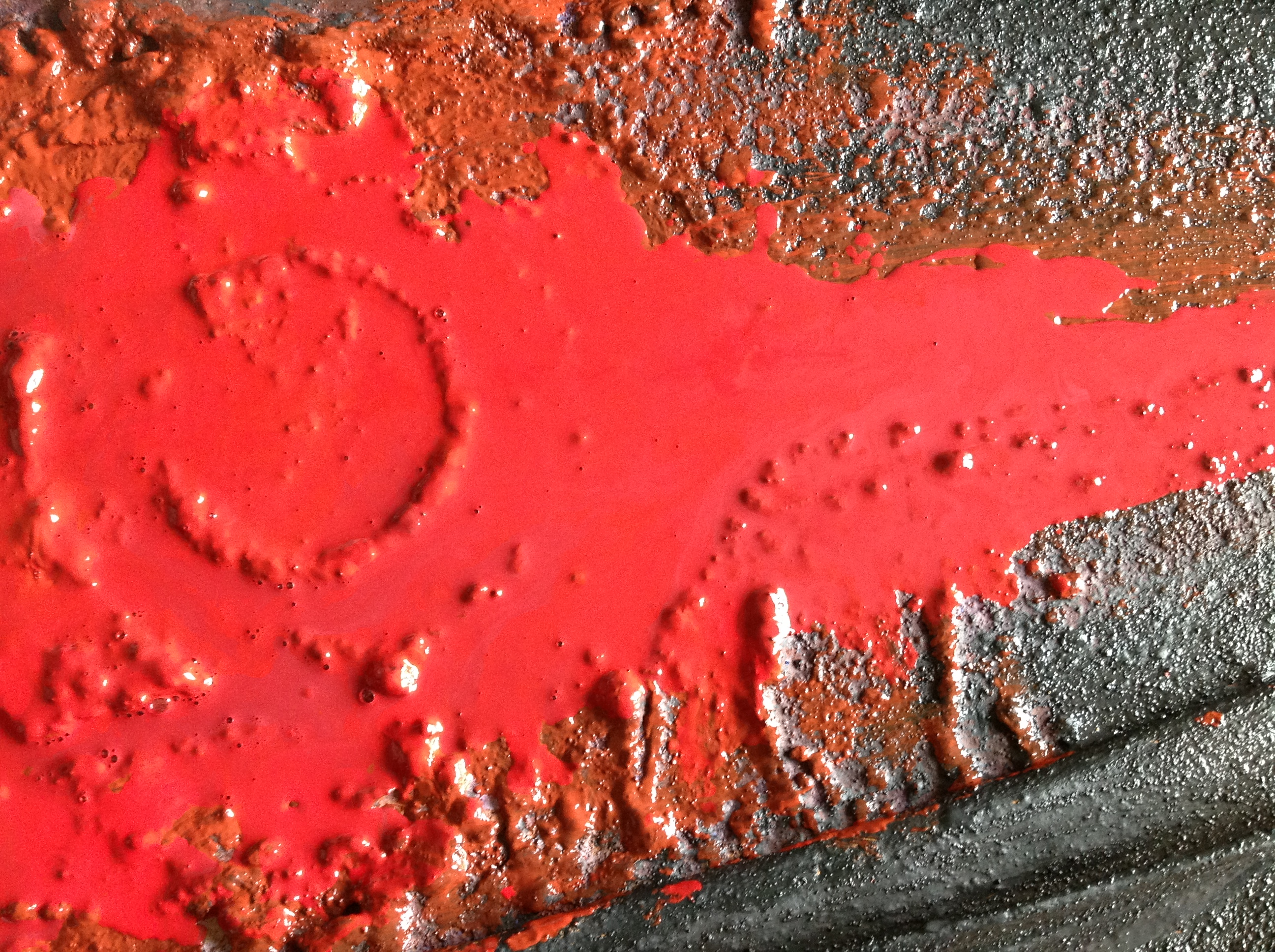
Jiménez-Balaguer

앵포르멜(Informalism 또는 Art Informel)은 비정형이란 의미로, 프랑스를 중심으로 일어난 현대 추상회화의 한 경향이다. 2차 세계대전 이후 독일의 표현주의나 다다이즘의 영향을 받아 기하학적 추상의 차가운 면에 대응하여 추상의 서정적인 측면을 강조하는 흐름이 형성되었고, 1951년 프랑스의 평론가 미셀 타피에가 이를 앵포르멜(非定形)이라고 칭했다. 정해진 형상을 부정하고 일그러진 형상과 질감의 효과를 살려 격정적이고 주관적인 표현을 하였으며, 이후 국제적인 예술운동으로 전개되었다. 미국에서는 추상표현주의라는 이름으로 전개되었다.
'앵포르멜'이라는 명칭이 처음으로 쓰인 것은, 다음해 파리의 파케티 화랑에서 열린 '앵포르멜이 의미하는 것' 전(展)에서였다. 포트리에, 뒤뷔페, 볼스 등의 40년대 초기 작품을 선구로 하여 마튜, 리오펠, 아펠, 카포그 로시 등을 중심이 되어 이 운동에 참가했다. 실존주의와 정신풍토가 같으며 액션 페인팅과 시대를 공유하는 운동으로서 기존의 미학을 폐기하고 동력학, 위상기하학, 집합론적 극미(極微)와 극대 등의 개념을 도입하여 '별개의 예술'을 창조하려고 하였다.